# Soyouz MS-27
Soyouz MS-27 (en russe : Союз МС-27) est une mission spatiale habitée russe lancée le 8 avril 2025 depuis le cosmodrome de Baïkonour grâce à un lanceur du même nom.

## Équipage

### Principal
- Commandant : Sergueï Ryjikov (3),  Russie, Roscosmos
- Ingénieur de vol : Alexeï Zoubritski (1),  Russie, Roscosmos
- Ingénieur de vol : Jonny Kim (1),  États-Unis, NASA[1]

Le chiffre entre parenthèses indique le nombre de vols spatiaux effectués par l'astronaute, Soyouz MS-27 inclus.

### Réserve
Les réservistes remplacent le ou les membres d'équipage si ce ou ces derniers ne peuvent assurer leur poste.
- Commandant : Sergueï Koud-Skvertchkov (2),  Russie, Roscosmos
- Ingénieur de vol : Sergueï Mikaïev (1),  Russie, Roscosmos
- Ingénieur de vol : Chris Williams (1),  États-Unis, NASA